# Контранаратив о Русији (теорија завере)
Контранаратив о Русији или Контранаратив о пореклу истраге о Русији је идентификован као теорија завере лажних и разобличених тврдњи и напада Доналда Трампа, лидера Републиканске странке и деснице конзервативци осмишљени да поткопају легитимитет и закључке ФБИ-јеве истраге Crossfire Hurricane, као и накнадне истраге Специјалног тужиоца о безброј тајних веза између руских обавештајних агената и званичника и Трампови сарадници и руско мешање у изборе у САД 2016.
Обе истраге, као и једна коју је спровео Републикански комитет Сената за обавештајне послове, закључили су да се руска влада мешала у изборе у циљу користи Трампу и да је он поздрављао руску помоћ. Канцеларија Министарства правде Сједињених Држава у извештају генералног инспектора утврдила је да је порекло истраге ФБИ-ја правилно засновано на правној и чињеничној основи, а извештај не подржава неколико конзервативних теорија завере о пореклу.
Трамп је одбацио закључке америчких обавештајних агенција и обе истраге које су откриле да се Русија мешала у изборе 2016. како би му донела корист, уместо тога наводио је заверу „дубоке државе“ да га поткопа. Тврдио је да је цела истрага била „незаконита превара" и да је у питању „прави дослух" између демократа и Русије – а касније и Украјине.
Истрага Специјалног тужиоца није оцењивала питање „дослуха“, већ „да ли су докази довољни да се било који члан кампање оптужи за учешће у злочиначкој завери“. Није утврђено да је Трампова кампања била "конспирисана или координирана" са руском владом.

## Контра-наратив о Русији
Према Трамповој администрацији, истрага Русије никада није требало да се деси јер је то била завера органа за спровођење закона и обавештајних служби да спрече Трампа да победи на изборима 2016. године, а затим, када победи на изборима, да осујетити његову агенду „Америка на првом месту“  Трамп одбацује закључак америчких обавештајних агенција да се Русија мешала у изборе 2016. у корист њега као кандидата, сугеришући уместо тога без доказа да су непријатељски расположени амерички званичници можда подметнули лажне информације које су довеле до истраге о Русији.
Трамп је често изражавао забринутост да су ти налази довели у питање легитимност његовог председништва. Он је до фебруара 2019. напао истрагу о умешаности Русије више од 1.100 пута, тврдећи да је измишљена као изговор да је Хилари Клинтон изгубила Изборни колеџ 2016. године, да је то била „нелегална превара“ и да је ФБИ одбио да истражи „праву колизију“ између демократа и Русије – а касније и Украјина. Директор ФБИ Кристофер А. Реј, кога је Трамп именовао, изјавио је: „Немамо информације које указују на то да се Украјина мешала у председничке изборе 2016... [А] Што се тиче самих избора [2020], мислимо да Русија представља најзначајнију претњу.“
Од самог почетка, конзервативци су покушали да делегитимишу Милерову истрагу. Лидери Републиканске странке су сугерисали да је истрага Роберта Милера настала из завере чланова Обамине администрације и службеника обавештајне службе – наводне „дубоке државе“ – да поткопају Трампа.
Трамп је 2. априла 2019. лично позвао на истрагу о пореклу истраге о Милеру. Као одговор, демократе и неки бивши званичници за спровођење закона изразили су забринутост да је државни тужилац Вилијам Бар „користио министарство правде да прати тврдње непоткрепљених теорија завере“ које би могле да доведу у сумњу налазе Милеровог извештаја.
Вашингтон пост је 22. новембра 2019. известио да је у предстојећем извештају Канцеларије Генералног инспектора Министарства правде Сједињених Држава утврђено да је порекло истраге ФБИ-ја правилно засновано на правној и чињеничној основи, и да извештај не подржава неколико конзервативних завера теорије. Генерални инспектор САД Мајкл Е. Хоровиц је 9. децембра 2019. сведочио Конгресу да ФБИ није показао никакву политичку пристрасност приликом покретања истраге о Трампу и могућим везама са Русијом; На саслушању у Сенату 11. децембра 2019. је изјавио да „не може искључити политичку пристрасност као могућу мотивацију за 17 грешака које је ФБИ направио у пријавама за  наздор Картерове странице“. У каснијој анализи 25 неповезаних захтева ФИСА налога, Хоровиц је пронашао образац сличних грешака које сугеришу системску аљкавост ФБИ-ја, а не покушај да се издвоји Пејџ.

## Лажне тврдње о пореклу
Основни елементи теорије укључују ове лажне тврдње:
- Тврдња да је досије Стил имао улогу у покретању свеукупне истраге руског мешања. Аргументи против досијеа су ирелевантни за ову тврдњу јер ФБИ није поседовао нити користио досије када је отворио истрагу. Генерални инспектор је закључио да он није играо никакву улогу у покретању истраге Crossfire Hurricane;[37][38] оптужба да је лажна,[39] и да су „прикривена“ од ФИСА суда у пријави за надзор Картер Пејџ. У ствари, прва ФИСА апликација је садржала фусноту додату на инсистирање заменика помоћника државног тужиоца Стјуарта Еванса о потенцијалној политичкој пристрасности материјала који је прибавио Стил.[40] Конзервативци такође доводе у питање процену ФБИ-ја о кредибилитету Кристофера Стила, бившег британског обавештајца који је водио одељење МИ6 у Русији од 2006. до 2009. године. Ова забринутост није била релевантна за питање порекла истраге.[20]
- Тврдње да су истраге и надзор били незаконито и издајничко „шпијунирање“[41] (теорија завере шпијуна)[42] – наратив о „злоупотреби ФИСЕ“,[43] који посебно укључује Сузан Рајс.[1] Употреба термина „шпијунирање“ у овом контексту је спорна.[44][45][46][47] Џејмс Коми[48] и Џејмс А. Бејкер описали су истраге као неопходне, прикладне, легалне и аполитичне,[36] а директор ФБИ Кристофер А. Реј је сведочио да није видео „никакве доказе да је ФБИ незаконито надгледао кампању председника Трампа током избора 2016.[47]
- Да су ФБИ и друге институције „опасно пристрасне“ према Трампу (теорија завере дубоке државе),[49] да је истрагу Роберта С. Милера III водило „13 [или 18] љутих демократа“ и да је Милер „веома конфликтан“, тврдњу коју су оповргли Трампови помоћници,[19] а истрага је била део неуспелог „покушаја пуча“, заснованог на приватним текстовима које је послао Петер Стрзок у којима се изражава противљење Трамповом председништву и спекулације о смени Трампа под 25. амандман након што је отпустио Џејмса Комија.[36]
- Да су анти-трамповске снаге унутар ФБИ-ја заправо ухватиле његове саветнике, као што је Мајкл Флин,[50] и можда су чак подметнуле доказе о руској колизији.[51]
- Руско мешање није режирао Путин, није било толико значајно колико су инсистирали председникови противници, па чак ни пресудно у исходу избора. Заговорници указују на неслагање у извештају обавештајне заједнице о руском мешању између високог поверења ФБИ и ЦИА и умереног поверења Агенције за националну безбедност.[52][није у датом извору]

У скорије време, наратив се проширио и укључио тврдњу да Џозеф Мифсуд није био руски обавештајни сарадник, већ да је био западни обавештајни агент коришћен као контраобавештајна замка за Трампову кампању, и елементе теорија завере у вези са сканадалом Трамп—Украјина ; тврди да је Украјина, а не Русија, одговорна за мешање у изборе. Теорија је даље тврдила да се Украјина умешала у изборе по налогу Демократске странке да би имала користи за предизборну кампању Хилари Клинтон и да су подметнули доказе да је Русија одговорна и да је покушала да помогне Трампу. Амерички државни тужилац Вилијам Бар је наводно лично путовао у Италију (два пута) и у Уједињено Краљевство како би покушао да добије подршку за ову тврдњу.
Бројни извори су 19. фебруара 2020. открили да су адвокати оснивача Викиликса Џулијана Асанжа рекли Суду за прекршаје у Вестминстеру да је Трамп натерао Дејну Рорабахер да посети Асанжа у амбасади Еквадора у Лондону 16. августа 2017. Асанж је био на суду у борби против екстрадиције САД под оптужбом за упад у рачунар, пошто је Викиликс објавио осетљиве документе које је доставила узбуњивача Челси Менинг. Током састанка 16. августа, Асанж је изјавио да му је Рорабахер дао quid pro quo понуду за председничко помиловање, у замену да Асанж прикрије руску умешаност изјавом да „Русија нема никакве везе са цурењем података о ДНЦ“. Асанжов адвокат је рекао да има доказе „да је Асанжу такву понуду дала Рорабахер, који је била познат као Путинов омиљени конгресмен“. Прес секретарка Беле куће Стефани Гришам изјавила је да су Асанжове тврдње „потпуна измишљотина и лаж” и додала да „председник једва познаје Дејну Рорабахера, осим што зна да је бивши конгресмен”. Рорабахер је раније потврдио састанак 16. августа, рекавши да су он и Асанж разговарали о томе „шта би могло бити неопходно да се он извуче“ и разговарали о председничком помиловању у замену за информације о крађи ДНЦ мејлова које је објавио ВикиЛеакс пре председничких избора 2016.

## Значајни заговорници
Најзначајнији заговорник је сам Доналд Трамп. Након обелодањивања у мају 2018. да је доушник ФБИ Стефан Халпер разговарао са Трамповим помоћницима у кампањи, Трамп је изнео теорију завере названу Spygate, која је тврдила да је претходна администрација под Бараком Обамом платила да убаци шпијуна у његове редове током кампање из 2016. како би помогао Хилари Клинтон да победи на председничким изборима у САД 2016. Без изнесених стварних поткрепљујућих доказа, Трампове тврдње су нашироко описане као очигледно лажне. Трампове оптужбе навеле су Министарство правде САД (ДОЈ) и ФБИ да обезбеде тајни брифинг у вези са Халпером за неколико конгресмена, укључујући републиканце Треја Гаудија и Пола Рајана, који су закључили да ФБИ није урадио ништа недолично и да Русија, а не Трамп, био мета ФБИ-а.
У јуну 2018, Трамп је тврдио да га извештај генералног инспектора ДОЈ Мајкла Е. Хоровица „потпуно ослобађа“ и да је „Милерова истрага потпуно дискредитована“, упркос томе што извештај нема никакве везе са истрагом специјалног тужиоца, Трамповом кампањом или Русијом. Уместо тога, извештај је био фокусиран на истрагу ФБИ-ја о контроверзи е-поште Хилари Клинтон из 2016.
Шон Хенити, снажан Трампов присталица, гласан и упоран критичар Милерове истраге у његовој телевизијској емисији Фокс њуз и  радио програму, описао је Милера као „корумпираног, увредљиво пристрасног и политичког“. Хенити је тврдио да је истрага произашла из разрађене, корумпиране шеме у коју је укључена Хилари Клинтон. За досије Стил је тврдио да је потпуно лажан, иако су његови делови означени као верификовани.
Џенин Пиро, дугогодишња Трампова пријатељица, описала је Милера, садашњег директора ФБИ Кристофера Реја (који је именован од стране Трампа), бившег директора ФБИ Џејмса Комија и друге садашње/бивше званичнике ФБИ као „злочиначку банду,“ рекавши „Потребно је чишћење у нашем ФБИ-у и Министарству правде – треба га очистити од појединаца које не треба само отпустити, већ их треба извести у лисицама“.

## Сведочење генералног инспектора
Хоровиц је 9. децембра 2019. сведочио пред Комитетом за правосуђе Представничког дома да је његова истрага утврдила да упркос грешкама у организовању истраге, ФБИ није показао никакву политичку пристрасност када је покренуо истрагу против Трампа и руске владе. Он је такође изјавио на саслушању у Сенату истог месеца да „не може да искључи политичку пристрасност као могућу мотивацију за 17 грешака које је ФБИ направио у захтевима за надзор Паге“.

## Дурамова истрага
У априлу 2019, амерички државни тужилац Вилијам Бар рекао је члановима Конгреса да верује да је Трампова кампања шпијунирана током 2016. Џон Дарам, амерички тужилац у округу Конектикат, већ је водио истрагу у Министарству правде о цурењу информација, наводно од стране директора ФБИ Џејмса Комија, Вашингтон посту о Мајклу Флину које је резултирало Флиновим одласком из Беле куће.